# ضريح أل يعقوب
ضريح أل يعقوب (بالفارسية: آرامگاه آل یعقوب) هو ضريح تاريخي، ويقع في خوي.